# Astigite
Nella mitologia greca,  Astigite  era il nome del figlio di Argeo.

## Il mito
Aspalide la sorella di Astigite, aveva grazie alla sua bellezza suscitato le voglie di un tiranno di Melitea, che inviò dei soldati per portarla da sé, la donna preferì uccidersi che lasciarsi rapire.
Astigite scoprì l'accaduto, dopo la disperazione decise di vendicare l'amata sorella. Indossati gli abiti della sorella si fece catturare senza opporre resistenza ed una volta giunto alla residenza del ricco proprietario lo uccise, riuscendo a prendere il suo posto sul trono.

### Fonti
- Antonino Liberale, Metamorfosi, 13

### Moderna
- Robert Graves, I miti greci, Milano, Longanesi, ISBN 88-304-0923-5.
- Angela Cerinotti, Miti greci e di roma antica, Prato, Giunti, 2005, ISBN 88-09-04194-1.
- Anna Ferrari, Dizionario di mitologia, Litopres, UTET, 2006, ISBN 88-02-07481-X.